# جون إدواردز (سياسي أمريكي، مواليد 1958)
جون إدواردز (بالإنجليزية: John Edwards)‏ هو سياسي أمريكي، ولد في 7 أبريل 1958 في نيوبورت في الولايات المتحدة. نشط حزبياً في الحزب الديمقراطي. وقد انتخب عضو مجلس نواب رود آيلاند ‏ (2009 – ).